# Sanchonuño
Sanchonuño ist ein Ort und eine Gemeinde (municipio) mit 1.027 Einwohnern (Stand: 2024) in der zentralspanischen Provinz Segovia in der Autonomen Region Kastilien-León.

## Lage und Klima
Sanchonuño liegt in der kastilischen Meseta in ca. 800 m Höhe ungefähr 44 Kilometer (Fahrtstrecke) nordnordwestlich der Provinzhauptstadt Segovia. Durch die Gemeinde führt die Autovía A-601. Das Klima ist gemäßigt bis warm; Regen (ca. 480 mm/Jahr) fällt mit Ausnahme der trockenen Sommermonate übers Jahr verteilt.

## Bevölkerungsentwicklung
| Jahr      | 1970 | 1981 | 1991 | 2001 | 2011 | 2021 |
| Einwohner | 918  | 747  | 762  | 797  | 963  | 976  |

## Sehenswürdigkeiten

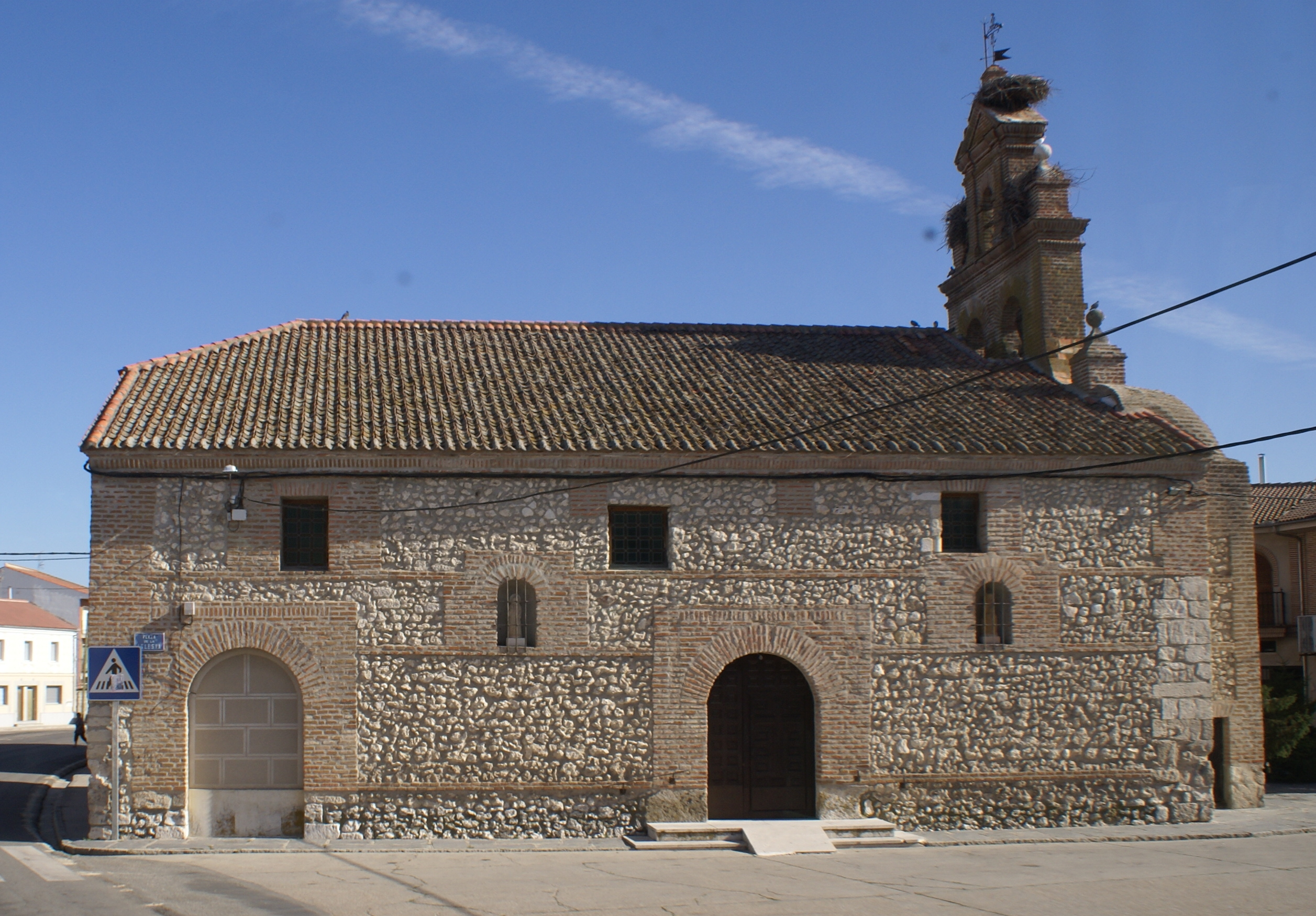
Kirche

- Kirche